# Ctenidium ceylanicum
Ctenidium ceylanicum är en bladmossart som beskrevs av Cardot in Fleischer 1923. Ctenidium ceylanicum ingår i släktet Ctenidium och familjen Hypnaceae. Inga underarter finns listade i Catalogue of Life.